# Берчак Іван Васильович
Іва́н Васи́льович Берчак (1982—2022) — солдат Збройних сил України, учасник російсько-української війни, який загинув під час російського вторгнення в Україну.

## Життєпис
Народився 1982 року.
Під час російського вторгнення в Україну у 2022 році був стрільцем-санітаром Збройних Сил України. Загинув 16 березня 2022 року біля с. Кам'янка Ізюмського району Харківської області.
Поховано у м. Кам'янка (Черкаська область).

## Нагороди
- орден «За мужність» III ступеня (2022) — за особисту мужність і самовіддані дії, виявлені у захисті державного суверенітету та територіальної цілісності України, вірність військовій присязі.[3]